# Urle (przystanek kolejowy)
Urle – przystanek kolejowy Polskich Kolei Państwowych obsługiwany przez Koleje Mazowieckie. Przystanek znajduje się we wsi Borzymy w województwie mazowieckim.

## Ruch pasażerski[3]
| Rok  | Wymiana pasażerska na dobę |
| ---- | -------------------------- |
| 2017 | 500-699                    |
| 2018 | 500-699                    |
| 2019 | 700-999                    |
| 2020 | 700-999                    |
| 2021 | 700-999                    |
| 2022 | 700-999                    |
| 2023 | 1000-1500                  |

Przystanek powstał po otwarciu Kolei Warszawsko-Petersburskiej pod nazwą Platforma (hr.) Zamojskiego - od nazwiska hr. Zamojskiego, właściciela okolicznych terenów.
Zatrzymują się tu wszystkie pociągi podmiejskie przejeżdżające linią kolejową D29-6 Zielonka - Kuźnica Białostocka.
W pobliżu przystanku rozpoczyna się żółty szlak turystyczny Urle, PKP - Rybienko, PKP.

## Opis przystanku

### Perony
Przystanek składa się z dwóch peronów bocznych (po jednej stronie każdego z nich krawędź peronowa):
- Z peronu 1 odjeżdżają pociągi w kierunku Małkini
- Z peronu 2 odjeżdżają pociągi w kierunku Warszawy

Na każdym peronie znajdują się:
- dwie tablice z nazwą przystanku
- dwie wiaty przystankowe z ławkami
- rozkład jazdy pociągów
- latarnie oświetleniowe
- zegary
- megafony

Powierzchnia peronów pokryta kostką brukową i płytami betonowymi antypoślizgowymi przy krawędzi peronu.

### Budynek przystanku
Został rozebrany podczas modernizacji linii kolejowej. Znajdował się przy peronie pierwszym.
Budynek był murowany, parterowy. W jednej jego części znajdowała się poczekalnia, a w drugiej stanowisko kasowe i zaplecze. Powierzchnia użytkowa wynosiła  59,6 m². Według spółki Dworzec Polski dworzec w Urlach posiadał kategorię E.

### Przejście naziemne
Znajduje się pomiędzy peronami. Wyposażone w sygnalizację świetlną, dźwiękową oraz rogatki.

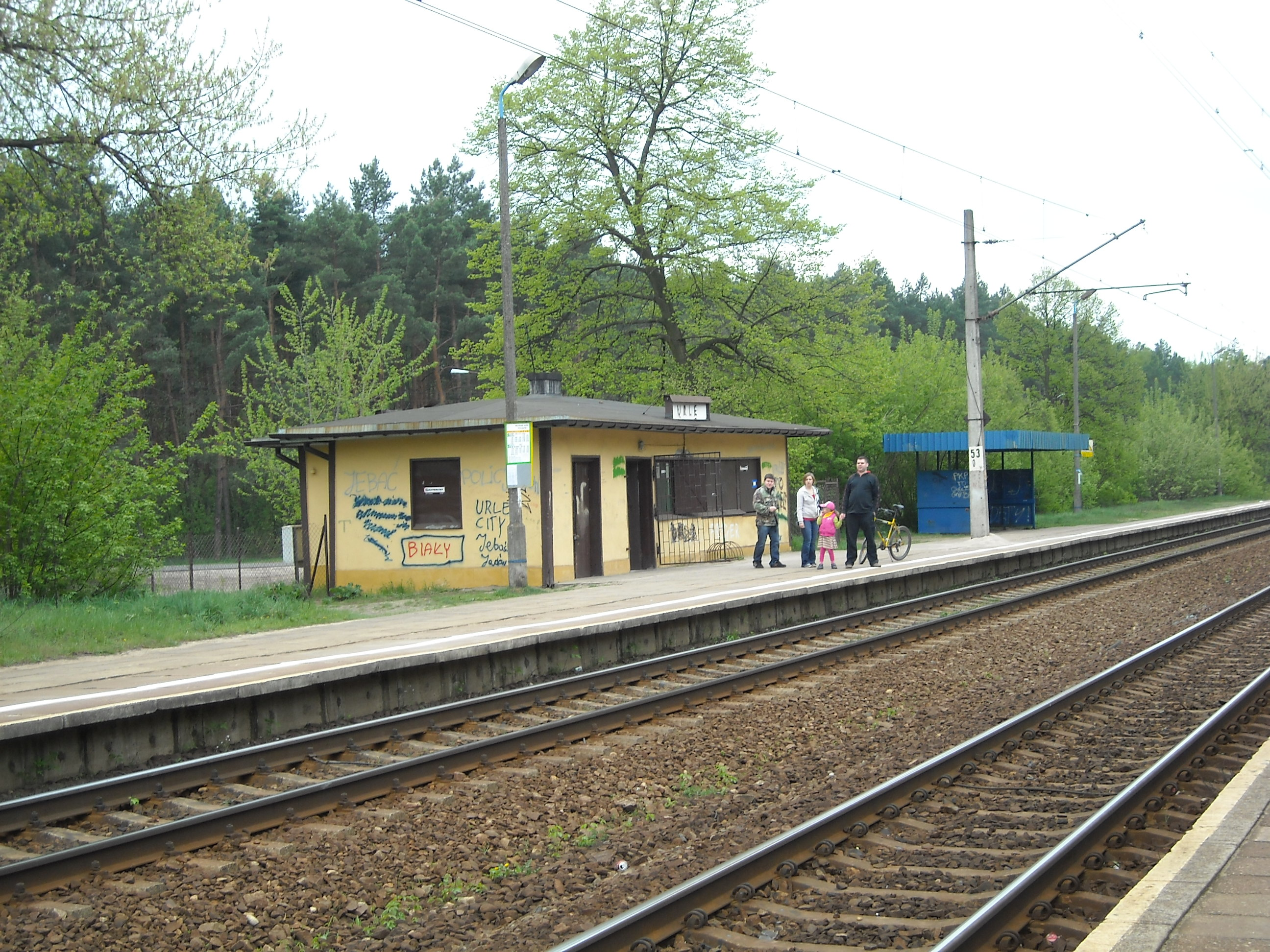
Budynek przystanku przed modernizacją